# Векторні проєкції
Ве́кторні проє́кції (рос. векторные проекции, англ. vector projections; нім. Vektorprojektionen) — зображення об'єкта, напр. гірничої виробки, на площині за допомогою паралельних векторів, величина яких пропорційна їх відстані від точок об'єкта до площини проєціювання. Векторні проєкції застосовують для розробки спеціальних об'ємних планів гірничих виробок та геологічних структур.